# Ашуба, Нугзар Нуриевич
Нугзар Нуриевич Ашуба (абх. Нугзар Нури-иҧа Ашәба; род. 2 марта 1952, с. Гуада, Очамчирский район, Абхазская АССР) — абхазский политический деятель, с 2002 по 2012 годы — председатель Народного собрания Абхазии.
На эту должность впервые избран в 2002 году. В 2007 году переизбрался в парламент и вновь занял должность спикера.

## Биография
Родился 2 марта 1952 года.
В 1976 году окончил Грузинский политехнический институт им. В. И. Ленина, после чего работал инженером Очамчирского узла связи.
С 1976 по 1986 годы находился на комсомольской работе, где прошел школу от первого секретаря Очамчирского райкома до первого секретаря Абхазского обкома комсомола.
С 1984 по 1990 годы — депутат Верховного Совета Абхазии.
С 1986 по 1992 годы — министр культуры Абхазии.
С 1992 по 1995 годы — председатель Государственного комитета по делам репатриации граждан, созданного под его руководством.
С 1995 года занимался бизнесом, сначала в России, а с 1999 года — в Абхазии, директор фирмы «Белан» (Гудаутская чайная фабрика).
В 2002 году избран депутатом Народного Собрания — Парламента Республики Абхазия и до 2012 года исполнял обязанности Спикера (председателя) Народного Собрания.
С 26 июля по 28 августа 2011 года исполнял обязанности Президента Абхазии.
С 29 октября 2013 года — Секретарь Совета безопасности Абхазии.
Член партии «Амцахара» с 15 января 2014 года. Женат, двое детей.

## Награды
- В 1985 году награждён Орденом «Знак Почета» и Почетной грамотой Президиума Верховного Совета Абхазии.
- 2 марта 2007 года Указом президента Абхазии награждён орденом «Честь и слава» 2-й степени[4].